# Holger Grönwald
Holger Grönwald (* 11. Februar 1974 in Weimar) ist ein deutscher Archäologe.

## Leben

### Kindheit und Jugend
Holger Grönwald wurde 1974 in Weimar als dritter Sohn von Bernd Grönwald und Marlis Mehler geboren. Nach dem Besuch der dortigen Allgemeinbildenden Polytechnischen Oberschule Louis Fürnberg von 1980 bis 1990 absolvierte er bis zum Abitur 1992 das heutige Friedrich-Schiller-Gymnasium Weimar. Die Mitgliedschaft in der Arbeitsgemeinschaft „Bodendenkmalpflege“ am Museum für Ur- und Frühgeschichte Thüringens und Thüringischen Landesamt für Denkmalpflege und Archäologie prägte früh seinen Berufswunsch. Grabungsmitarbeiten 1988 und 1989 legten technische Grundlagen, die er ab 1990 bei Ausgrabungstätigkeiten auf den hochmittelalterlichen Burgen Partistagno, Zucco und Cucagna im Friaul anwandte. Nach fakultativen Zeichenkursen an der Schule sowie der Malschule Weimar prägten vor allem Kurse an der ehemaligen Hochschule für Architektur und Bauwesen seine graphischen Fähigkeiten.

### Studium
Mit der Fächerkombination Ur- und Frühgeschichte und Klassische Archäologie studierte Grönwald an der Humboldt-Universität zu Berlin bei Achim Leube, Eike Gringmuth-Dallmer und Johan Callmer sowie Detlef Rößler und Henning Wrede. Während des Studiums betreute er mit Kommilitonen die Sammlung des ehemaligen Lehrstuhls für Ur- und Frühgeschichte an der Humboldt-Universität und war Mitherausgeber des Vorlesungsverzeichnisses aller archäologischen Fächer in Berlin. Neben Tätigkeiten als studentischer Mitarbeiter in der Archäozoologie des Deutschen Archäologischen Instituts (DAI, 1995–1997), im vom Zentralinstitut für Alte Geschichte und Archäologie durch die Deutsche Forschungsgemeinschaft übernommenen Projekt „Germanen-Slawen-Deutsche“, im „Oder-Projekt“ der Römisch-Germanischen Kommission, bei den Ausgrabungen der Universität Potsdam in Tell Basta/Zagazig in Ägypten und als Zeichner beim Akarnanien-Projekt des Architekturreferates am DAI in Stratos/Griechenland führte er Lehrveranstaltungen unter anderem zum Zeichnen und Bestimmen archäologischer Funde sowie ab 2001 Lehrgrabungen im Bereich der Mittelalterarchäologie durch. In Anstellungsverhältnissen öffentlicher Einrichtungen wie des DAI sowie verschiedener Landesdenkmalämter und Grabungsfirmen in Brandenburg und Berlin ließ sich ein breites Spektrum an Feldpraxis im In- und Ausland erwerben. Die Interessen und Arbeitsschwerpunkte fächerten sich hinsichtlich Mittelalter- und Feldarchäologie, Keramikentwicklung in Mitteleuropa, der zeichnerischen Umsetzung archäologischer Funde und von Rekonstruktionen sowie der Ethnoarchäologie bevorzugt des Balkanraumes auf. Zum Ende des Studiums und daran anschließend arbeitete Holger Grönwald mehrere Kampagnen als Zeichner für spezielle Funde aus den Grabungen Volkmar von Graeves mit der Universität Bochum in Milet in der Türkei.

### Promotion
Im Rahmen eines Anstellungsverhältnisses als Wissenschaftlicher Mitarbeiter an der Abteilung Frühgeschichtliche Archäologie und Archäologie des Mittelalters des Instituts für Archäologische Wissenschaften der Universität Freiburg zwischen 2007 und 2009 setzte Holger Grönwald die mit dem Istituto per la Ricostruzione del Castello di Chucco-Zucco durchgeführten Forschungsgrabungen auf der hochmittelalterlichen Burg Cucagna im Friaul in Nord-Ost-Italien fort. Zum Thema „Archäologie und Geschichte des hoch- und spätmittelalterlichen Landesausbau im Friaul – Rolle und Entwicklung der Burg Cucagna und ihrer Ausstattung im Nordosten Italiens“ wurde er an der Universität Freiburg unter Betreuung von Sebastian Brather 2014 zum Dr. phil. promoviert.

### Berufliche Tätigkeit
An die Tätigkeit in Freiburg schloss sich ein Beschäftigungsverhältnis am Fachgebiet Bau- und Stadtbaugeschichte der TU Berlin im DFG-Projekt (Wüstenschloss) Qasr al-Mschatta mit dem Museum für Islamische Kunst der Staatlichen Museen zu Berlin an. Zur Projektmitarbeit gehörten mehrere Arbeitsaufenthalte in Jordanien, bei denen er unter anderem die Fundamentstrukturen der Gebäude hinter der linken Torfassadenhälfte Mschattas freilegte. Des Weiteren war er beim TOPOI-RESEARCH Project C-3-6 zur Vermittlung von archäologischer Forschung anhand der Architekturtraditionen in sasanidischer und islamischer Zeit im Rahmen der Erfassung und räumlichen Zuordnung (Rekontextualisierung) von Fund-Konvoluten aus Ktesiphon/Iraq und beim Yousef Jameel Digitalisierungsprojekt für die wissenschaftliche Erfassung und Beschreibung von Funden des 2. bis 14. Jh. aus den Ktesiphon-Grabungen angestellt. Grabungsprojekte in Brandenburg und Niederösterreich sowie Grabungsaufarbeitungen und Aufträge zur zeichnerischen Umsetzung von Funden begleiteten diese Tätigkeiten und setzten sich darüber hinaus fort. Neben umgezeichneten großen Fundkonvoluten und einer Spezialisierung auf die graphische Rekonstruktion reich figural dekorierter antiker Keramik gilt die neben weiteren Baudekor im Maßstab 1:5 als Bauaufmaß umgesetzte und hinsichtlich der beteiligten Handwerker analysierte Fassade des Wüstenschlosses Qasr al-Mschatta als umfangreichstes zeichnerisches Werk Grönwalds.

Stark verkleinerte Darstellung der Dokumentation des Bauornaments der Torfassade des Qasr al-Mschatta im Maßstab 1:5 von Holger Grönwald (2012) sowie gliedernde Analyse unterschiedlicher und verwandter Arbeitsflächen auf Basis der Werkzeugspuren und stilistischen Ausführungsunterschiede durch die frühislamischen Handwerker (2013).

### Familie
Holger Grönwald lebt und arbeitet in Dresden. Er ist verheiratet mit Daniela Kratz-Grönwald; sie haben eine Tochter.

## Tätigkeiten
Schwerpunktmäßig ist Grönwald entsprechend dem primären Hochschulabschluss und der Promotion in der Mittelalterarchäologie tätig. Aus der Bodendenkmalpflege kommend und dieser verhaftet, arbeitet er als Ur- und Frühgeschichtler epochenübergreifend in unterschiedlichen Grabungs- und Forschungsfeldern. Anknüpfend an das zweite Hauptfachstudium der Klassischen Archäologie eröffnete sich eine Ausweitung internationalen Arbeitsfelder über Fächergrenzen hinweg. Häufig ergab sich dabei, archäologische Dokumentation sowie Bauaufnahme und -forschung mit denkmalpflegerischen Belangen zu verknüpfen und in wissenschaftliche Bearbeitungen münden zu lassen.

## Mitgliedschaften
- Deutscher Archäologen-Verband
- Archäologische Gesellschaft in Berlin und Brandenburg
- Förderverein für Ur- und Frühgeschichte an der Humboldt-Universität zu Berlin e.V. (Gründungsmitglied, eingestellt)
- Council for British Research in the Levant/British Institute in Amman 2010–2013

## Ausstellungsbeteiligungen
- 2015 - prähistorische und historische Gebäude-, Bauphasen- und Landschaftsbildrekonstruktionen für „Zeugen der Vergangenheit – Neues aus der Landesarchäologie“ sowie für die Themengärten auf der Bundesgartenschau in Brandenburg a. d. Havel
- 2015 - Fund- und Posterpräsentation zum Grabungsprojekt Cucagna in der Ausstellung „Fortini antichi erano all´intorno di Cividale – Archeologia e castelli nel Friuli nord-orientale“ im Museo Archeologico Nazionale di Cividale[17]
- 2009 - Posterpräsentation „Ausgrabungen auf Cucagna. Mittelalterarchäologie auf der Burg und in ihrem Umfeld …“ zur Tagung „Burgen im mittelalterlichen Breisgau“[18]
- 2007-laufend - Posterausstellung zu den Grabungs- und Forschungsergebnissen auf der Burg Cucagna zum 25. Anniversario des Istituto per la Ricostruzione del Castello di Chucco-Zucco in Faedis/Italien
- 2004 - Poster-Illustrationen für ein Ausstellungsprojekt des Studienganges Museumskunde/(F)HTW Berlin zur Tagung des Deutschen Museums-Bundes
- 2003 - Poster zur Forschungsgeschichte im Rahmen der Tagung „Die Anfänge der Ur- und Frühgeschichtlichen Archäologie als akademisches Fach (1890-1930) im europäischen Vergleich“[19]
- 2003 - „Indy, Lara und Hercule – wie die Medien das Bild des Archäologen prägen“, Zuarbeiten zur Forschungsgeschichte und Vitrinenbestückung
- 2002 - „Hasenjagd – ein Osterspaziergang. Eine Forschungsreise durch das Osterfest“, Ausstellungsprojekt des Musaik e.V. i. G.
- 2000–2002 - „Von Aegypten nach Preußen – Geschichte, Entdeckung, Faszination der Pyramiden“, Ausstellungstafeln zur Geschichte und Typologie der Pyramiden mit isometrischen Ansichten und Rekonstruktionen[20]
- 1999 - „Kairo – Krise einer Metropole“, Ausstellungstafeln zur französischen Expedition in Ägypten
- 2000 - Tafeln zum Ausstellungsschwerpunkt Choukoutien und zur Lehrstuhlgeschichte für die HUB-Schau
- 1999 - Tafeln zu Lehrstuhlgeschichte, bronzezeitlichem Bestattungswesen und slawischen Burgen für die HUB-Schau
- 1997/98 - „Archäologie im Norden Brandenburgs“, Fundzeichnungen und Rekonstruktionen
- 1992 - „Jetzt sage ich etwas! – denke ich?“, Malerei des Atelier Adele Sell; `Kommode´ der HUB

## Schriften (Auswahl)
- Von der Bronze- zur Neuzeit – das Zentrum von Schwedt/Oder, Lkr. Uckermark, als Archiv zur Siedlungs- und Stadtgeschichte. In: Veröffentlichungen zur brandenburgischen Landesarchäologie Bd. 47 2013 (2016), S. 265–284. ISBN 978-3-910011-76-2.
- mit Roberto Raccanello und Katharina von Stietencron: Il castello di Cucagna (Faedis). Ricerca, restauro, didattica e valorizzazione. In: Fabio Pagano (Hrsg.), Fortini antichi erano all´intorno di Cividale – Archeologia e castelli nel Friuli nord-orientale, Cividale 2015, S. 105–119, 180. ISBN 978-88-6803-105-3.
- Archäologie und Geschichte des hoch- und spätmittelalterlichen Landesausbau im Friaul – Rolle und Entwicklung der Burg Cucagna und ihrer Ausstattung im Nordosten Italiens, Dissertation Freiburg 2014 (Digitalisat; Zusammenfassung).
- Südlich der Alpen – Ein Blick auf den mittelalterlichen Landesausbau im Friaul/Nordostitalien. In: Jan Klápšte/Eike Gringmuth-Dallmer/Jan Hasil (Hrsg.), Tradition-Umgestaltung-Innovation. Transformationsprozesse im hohen Mittelalter, in: PRÆHISTORICA XXXI/2, Acta instituti archæologici universitatis carolinae pragensis, Prag 2014, S. 269–290. ISBN 978-80-246-2282-8.
- Am Einzelfund ins Detail: Das mittelalterliche Bild des Pantheon und seiner Ikone im Spiegel von Pilgerzeichen. In: Europäische Wallfahrtsstudien, Prag/Berlin 2013, ISBN 978-3-653-02638-2, S. 275–320.
- Old iron – iron fists and other finds from the medieval castle of Cucagna. In: Acta Militaria Mediaevalia VIII, Kraków – Rzeszów – Sanok 2012, S. 127–176. ISSN 1895-4103.
- Die unterlegene eiserne Faust. Statusrelevante Metallfunde von der mittelalterlichen Burg Cucagna. In: Zeitschrift für Archäologie des Mittelalters 38 2010, S. 161–206. ISBN 978-3-7749-3727-7.
- Das mittelalterliche Rom – Vorstellung und Wirklichkeit. Die bewohnte Stadt und das Pantheon als religiöses Zentrum. In: Rom sehen und sterben … Perspektiven auf die Ewige Stadt, Erfurt 2011, S. 29–38. ISBN 978-3-86678-563-2.
- Praktische Mittelalter- und Neuzeitarchäologie. Die Untersuchungen im Franziskanerkloster Gransee und neue Ansichten des alten Klosters. In: Zwischen Fjorden und Steppe. Festschrift für Johan Callmer zum 65. Geburtstag. Internationale Archäologie – Studia honoraria 31. Hrsg. von Felix Biermann, Gerson H. Jeute, Ruth Struwe und Claudia Theune-Vogt, Rahden/Westf. 2010, S. 461–476. ISBN 978-3-89646-550-4.
- Eickstedt – neue Grabungsergebnisse als Beitrag zur Illustration der hochmittelalterlichen Ostsiedlung und ihrer Rezeption am Beispiel eines Rittergutes in der Uckermark. In: Aedificatio terrae. Beiträge zur Umwelt- und Siedlungsarchäologie Mitteleuropas. Festschrift für Eike Gringmuth-Dallmer zum 65. Geburtstag. Internationale Archäologie - Studia honoraria 26. Hrsg. von Gerson H. Jeute, Jens Schneeweiß und Claudia Theune-Vogt, Rahden/Westf. 2007, S. 137–146. ISBN 978-3-89646-426-2.